# Charlie Squirru
Pour les articles homonymes, voir Squirru.
Carlos Maria Miguel Squirru, connu comme Charlie Squirru, né le 29 septembre 1934 à Buenos Aires (Argentine) et mort le 17 août 2022, est un artiste plastique argentin membre de la "génération dorée" de l'Institut Di Tella.

## Biographie
Charlie Squirru naît à Buenos Aires en 1934, au sein d'une famille liée à l'art et aux médias. Dans les années 1950, il étudie le dessin et la peinture à l'Art Students League of New York avec Robert Hale et Tom Fogarthy.

### Liens familiaux
Son frère est Rafael Squirru, critique d'art et fondateur du Musée d'art moderne de Buenos Aires (Museo de Arte Moderno de Buenos Aires), et sa nièce, Ludovica Squirru (es), est astrologue, également écrivaine, poétesse et actrice.